# Fissarena longipes
Fissarena longipes is een spinnensoort uit de familie Trochanteriidae. De soort komt voor in het Noordelijk Territorium.